# Crottin de Chavignol
De Crottin de Chavignol is een Franse kaas, een van de vele Franse geitenkazen uit de vallei van de Loire. Het gebied waar de kaas vandaan komt, ligt met name in het departement Cher plus kleine stukjes van de departementen Loiret en Nièvre.
De Crottin de Chavignol AOC heeft het AOC-keurmerk. Oorsprong van de kaas is het dorpje Chavignol in de Sancerrois met maar zo’n 200 inwoners, maar wel beroemd om zijn kaas. De kaas wordt al sinds de 16e eeuw geproduceerd, maar de eerste melding in geschriften dateert van 1829, in een werk van een belastinginspecteur over de producten van de streek. Wordt de kaas als Crottin de Chavignol gelabeld, dan moet de melk ook uit de omgeving van Chavignol komen, en moet de kaas volgens de traditionele bereidingswijze gemaakt zijn.
Er zijn overigens wel andere kazen in de markt die “Crottin” genoemd worden, maar die hoeven niet te voldoen aan de strenge AOC-eisen.
In de ontwikkeling van de Crottin de Chavignol tot een bekende kaas hebben twee factoren een belangrijke rol gespeeld. Allereerst de druifluis Phylloxera, die aan het einde van de 19e eeuw een enorme slag heeft toegebracht aan de druiventeelt in Frankrijk. Dit maakte dat in de Loirevallei extra land vrijkwam, en ingezet kon worden voor de geitenhouderij. Daarnaast kwam in die tijd het transport op gang; met name de spoorlijn van Nevers naar Parijs maakte dat er opeens een enorme markt voor de kaas openging.
De geitenmelk wordt bij ontvangst (binnen 24 uur na melken) heel licht met stremsel aangezuurd; meestal is de melk nog warm. Het stremmen duurt lang, 24 tot 48 uur. De wrongel wordt uit de wei gehaald en lekt eerst uit op een doek, waarna ze in conische vormen met kleine gaatjes gedaan wordt. Eenmaal uit de vorm wordt de kaas gezouten en gedroogd, waarna een rijping van minimaal tien dagen, maar optimaal een maand volgt. Resultaat is een klein kaasje, met een lichte, ivoorkleurige kaasmassa. De korst is natuurlijk, met wat schimmel aan de buitenkant. Naarmate de kaas rijpt, wordt de schimmel donkerder, met een blauwe tint.
De Crottin de Chavignol, in oplopende graad van rijping:
- Mi-sec : een zachte en frisse geitenkaas
- Gerijpt (Plus âgé): een licht witte of blauwe schimmel verschijnt, een iets fijnere smaak
- Bleu: een vollere smaak, volgens kenners de smaak van hout en champignons
- Sec: de kaas krijgt de aroma’s van noten.
- Repassé: speciale, in aardewerken potten geconserveerde kaasjes met een zeer geprononceerde smaak